# Église de l'Épiphanie (Pskov)
Pour les articles homonymes, voir Église de l'Épiphanie.
L'église de l'Épiphanie de Zapskovié (церковь Богоявления с Запсковья) est une église orthodoxe de Pskov en Russie située dans le quartier de Zapskovié (littéralement: au-delà de la Pskova) sur la rive droite de la Pskova. C'est un monument historique protégé depuis 1960.

## Historique

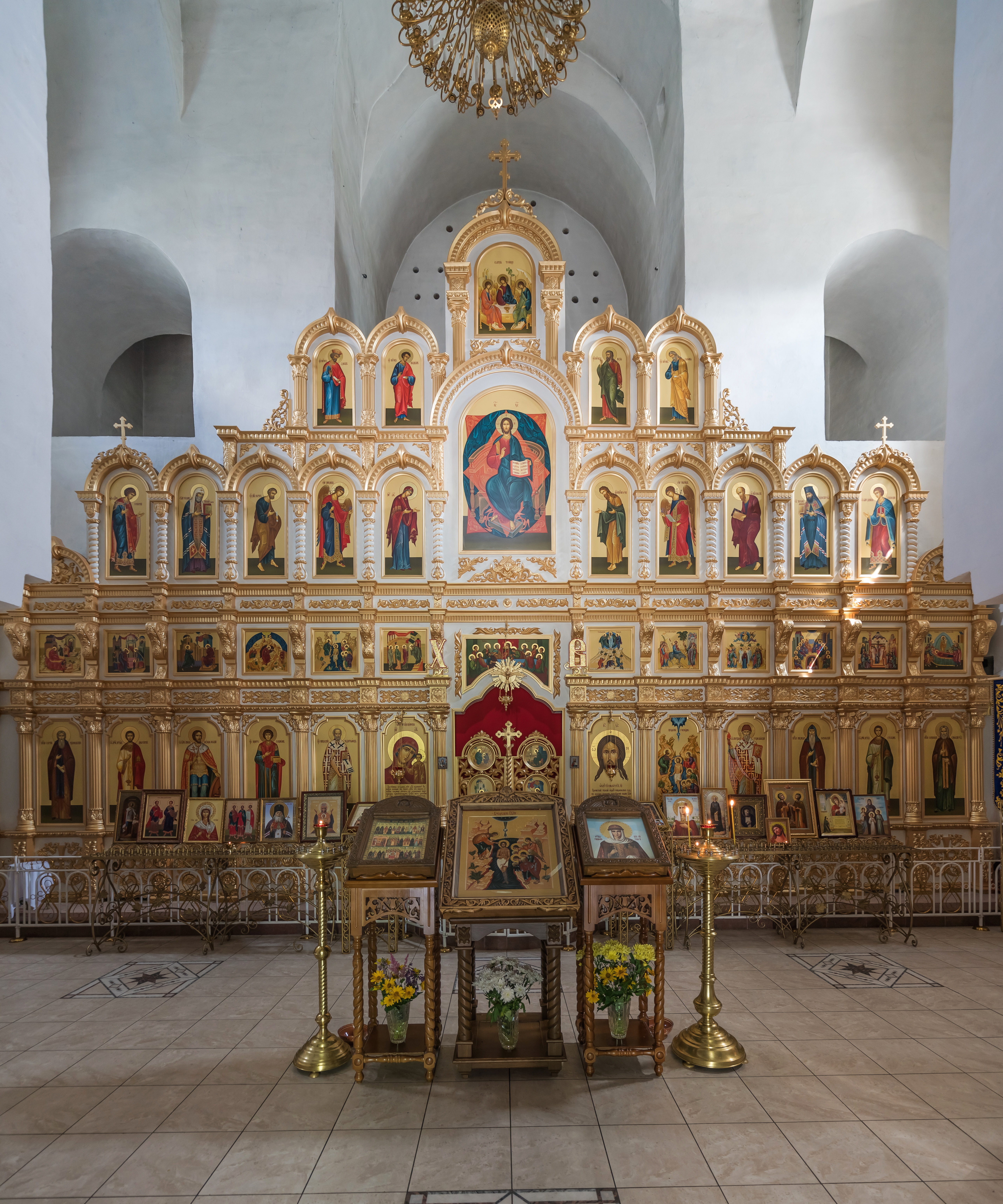
L'intérieur de l'église

Une première église de bois est mentionnée pour la première fois par écrit en 1397. Elle est reconstruite en pierre en 1495-1496. L'église est fermée au culte lors d'une campagne d'athéisme en 1936 sous le régime stalinien. Elle est restaurée entre 1946 et 1950 et inscrite au patrimoine protégé de la république socialiste fédérative soviétique de Russie en 1960. Une pétition d'érudits, d'historiens, d'universitaires, etc. demande au début des années 1990 la restauration de cet édifice du patrimoine de l'ancienne Russie. Les travaux ont lieu de 1993 à 1997, mais ne sont pas suffisants. Des travaux commencent donc en l'an 2000 dans le cadre du programme fédéral « Culture de Russie ». Il se terminent en 2009 et coûtent au total la somme de 41 millions de roubles.
L'église est rendue à l'Église orthodoxe russe en 2005 et dépend de l'éparchie (diocèse chez les orthodoxes) de Pskov. La première cérémonie liturgique se tient le 6 novembre 2007.
Les sept cloches sont bénites le 13 octobre 2008.

## Illustrations

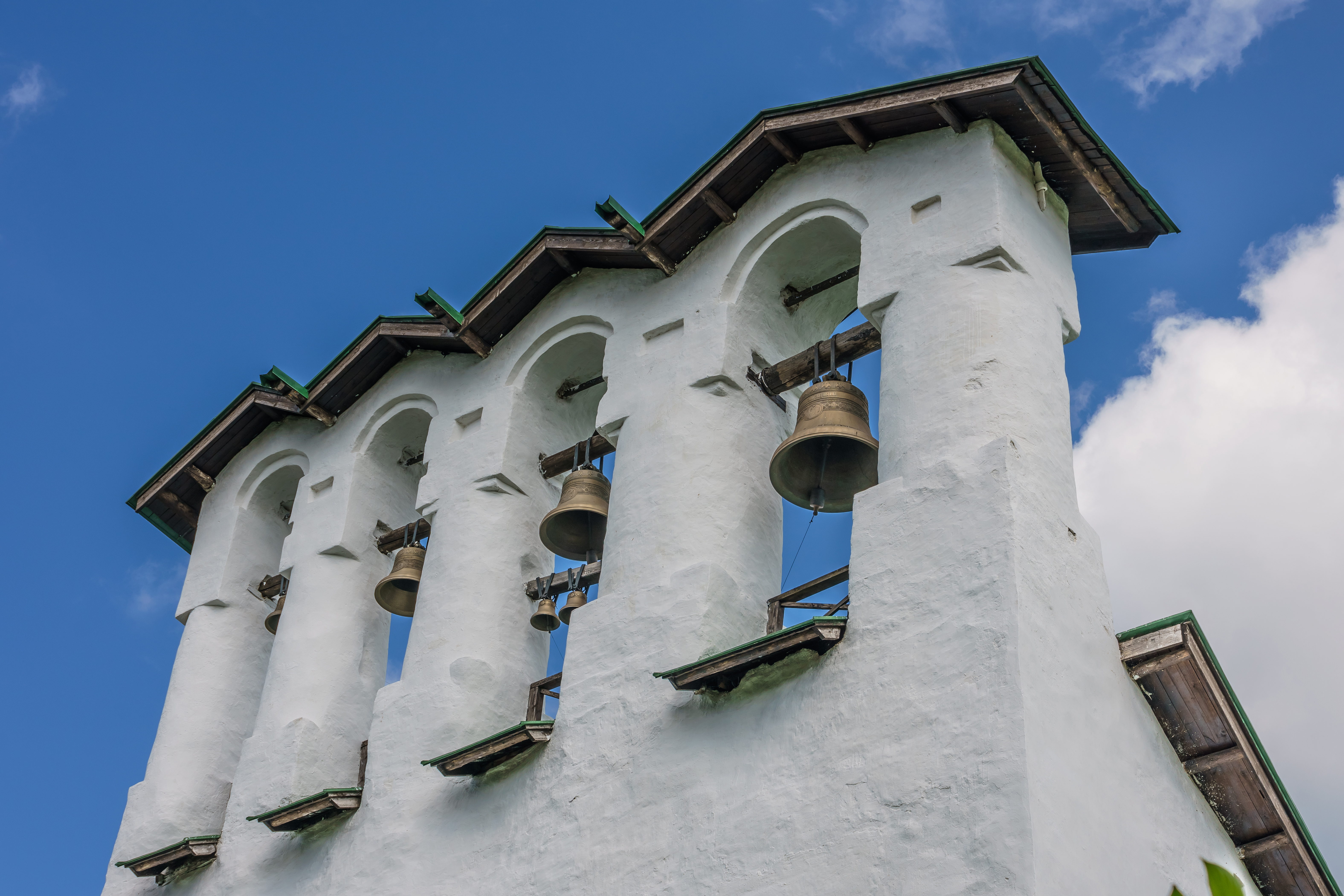
Vue du clocher
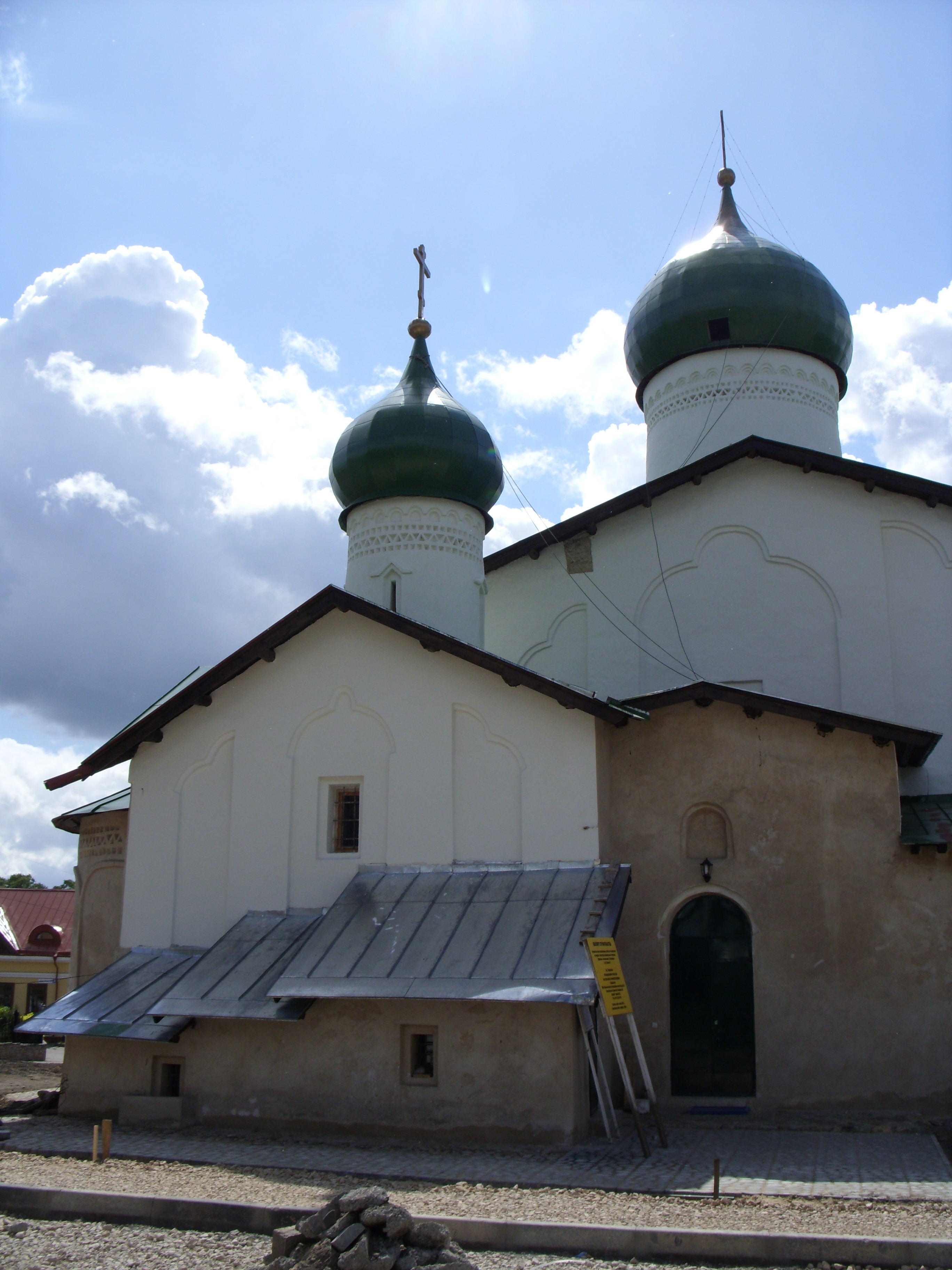
Entrée de la chapelle nord
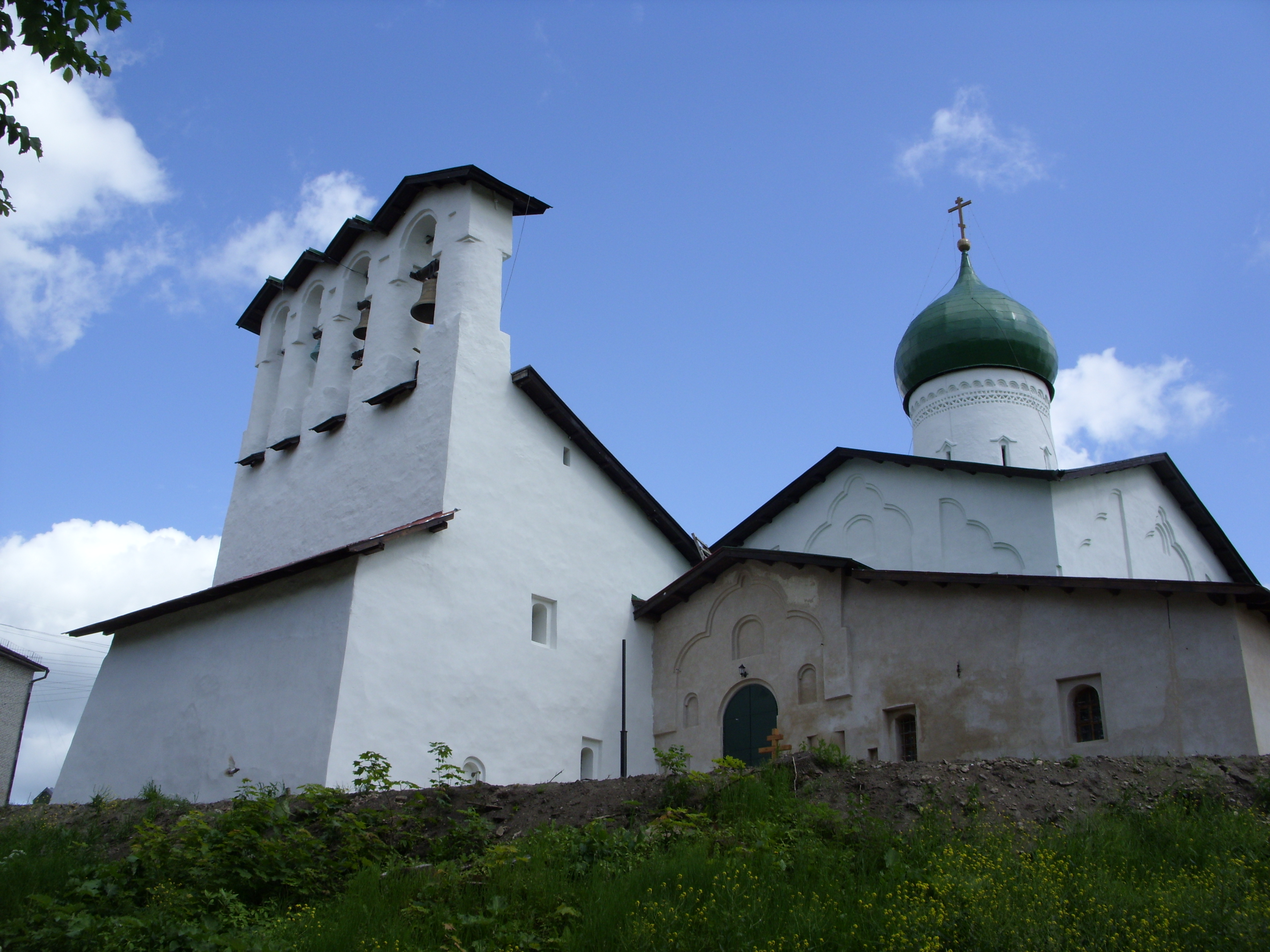
Entrée de l'église et clocher, en juin 2009

## Source
- (ru) Cet article est partiellement ou en totalité issu de l’article de Wikipédia en russe intitulé « Богоявления с Запсковья (Псков) » (voir la liste des auteurs).